# Exèrcit de la República del Vietnam
L'Exèrcit de la República del Vietnam (ERVN; Lục quân Vaig veureệt Nam Cộng hòa en vietnamita), també anomenat Exèrcit sud-vietnamita (ESV), era la força terrestre de les Forces Militars de la República del Vietnam, les Forces Armades del Vietnam del Sud, que va existir des de 1955 fins a la Caiguda de Saigon el 1975. Durant la Guerra del Vietnam, s'estima que van tenir 1.394.000 baixes (morts i ferits).
Després de la caiguda de Saigon front l'Exèrcit Popular del Vietnam, l'ERVN va ser dissolt. Mentre que alguns oficials d'alt rang van fugir als Estats Units o a d'altres països, milers d'exoficials de l'ERVN van ser enviats a camps de reeducació pel govern comunista de la nova i unificada República Socialista del Vietnam.

## Història

### Exèrcit Nacional Vietnamita (ENV) 1949-1955

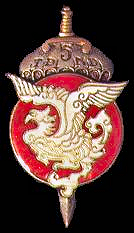
La unitat aerotransportada TDND 5 del ENV va lluitar en diverses batalles, fins i tot a Dien Ben Phu.

El 8 de març de 1949, després dels Acords de l'Elisi, l'Estat del Vietnam va ser reconegut per França com un país independent, governat per l'emperador vietnamita Bảo Đại, formant-se al poc temps l'Exèrcit Nacional Vietnamita (ENV). L'ENV va lluitar en operacions conjuntes amb el Cos Expedicionari Francès de la Unió Francesa a l'Extrem Orient, contra les forces comunistes del Viet Minh, liderades per Ho Chi Minh. L'ENV va lluitar en diverses campanyes, com la Batalla de Nà Sản (1952), l'Operació Atles (1953) i la Batalla de Dien Ben Phu (1954).
Beneficiant-se de l'assistència francesa, l'ENV es va transformar ràpidament en un exèrcit modern basat en el Cos Expedicionari. Incloïa unitats d'infanteria, artilleria, comunicacions, cavalleria blindada, aerotransportades, aèries, navals i una acadèmia militar nacional. Al 1953, tots els soldats i oficials eren vietnamites, aquests darrers entrenats a les Ecoles donis Cadres com la de Đà Lạt, incloent-hi al General en Cap Nguyễn Văn Hinh, que era una veterà de la Força Aèria de la Unió Francesa.
Després dels Acords de Ginebra, la Indoxinesa Francesa va deixar d'existir, i al 1956 totes les tropes de la Unió Francesa es van retirar del Vietnam, Laos i Cambodja. El 1955, per ordre del Primer Ministre Dirệm, l'ENV va esclafar a les forces armades del Bình Xuyên.

### Exèrcit de la República del Vietnam (ERVN) 1955-1975

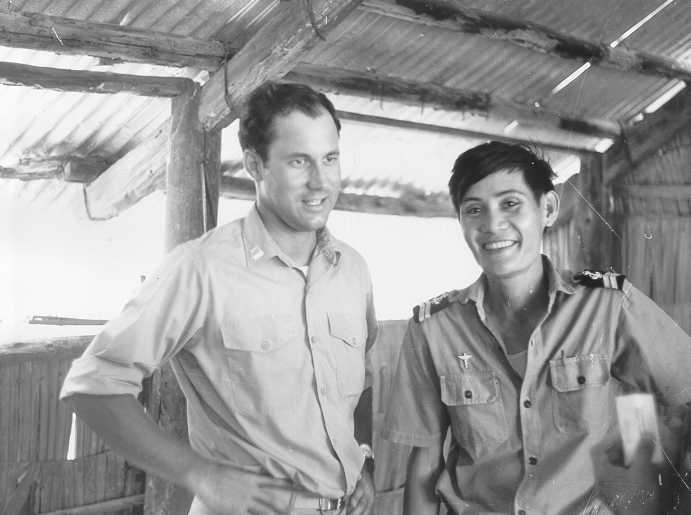
Metge del USCGC Sherman i un soldat sud-vietnamita durant una Patrulla d'Acció Civl Mèdica a un llogaret vietnamita.

El 26 d'octubre de 1955, l'exèrcit va ser reorganitzat per l'administració del President Ngô Đình Dirệm, que formalment va fundar l'Exèrcit de la República del Vietnam (ERNV) el 30 de desembre de 1955. La força aèria va ser anomenada Força Aèria del Vietnam (FAVS). Inicialment, l'objectiu de l'exèrcit eren els guerrillers del Front Nacional d'Alliberament del Vietnam (FNLV, també conegut com a Viet Cong o VC), que s'oposaven al govern de Dirệm. Els Estats Units, sent president John Fitzgerald Kennedy, van enviar assessors i una important quantitat de suport financer per ajudar a l'ERVN a combatre els insurgents. Una important campanya, desenvolupada per Ngô Đình Nhu i més tard ressuscitada sota un altre nom va ser el Programa del Caseriu Estratègic, que va ser considerat un fracàs per la premsa occidental perquè era "inhumà" mudar vilatans del camp a llogarets fortificats. Els líders de l'ERVN i el President Dirệm van ser criticats per la premsa estrangera quan els soldats van ser utilitzats per reprimir grups religiosos antigovernamentals, com el Cao Đài i el Hòa Hảo, així com per prendre per assalt temples budistes, que segons Dirệm, eren amagatalls per als guerrillers del FNLV. L'atac més important va ocórrer la nit del 21 d'agost de 1963, durant les incursions a les pagodes de Xá Lợi dutes a terme per les Forces Especials, que van causar diversos centenars de morts.
El 1963 Ngô Đình Dirệm va ser assassinat en un cop d'estat dirigit per oficials de l'ERVN i incitat per oficials nord-americans com Henry Cabot Lodge, Jr. En la confusió que va seguir, el General Dương Văn Minh va prendre el control, però solament va ser el primer d'una sèrie de generals de l'ERVN que van assumir la presidència del Vietnam del Sud. Durant aquells anys, els Estats Units van començar a prendre més control sobre la guerra contra el FNLV i el paper de l'ERVN es va tornar cada vegada menys significatiu. A més, l'ERVN estava assetjat per severs problemes de corrupció entre els oficials. A pesar que els Estats Units criticava a l'ERVN, aquest seguia sent armat i finançat per ells.

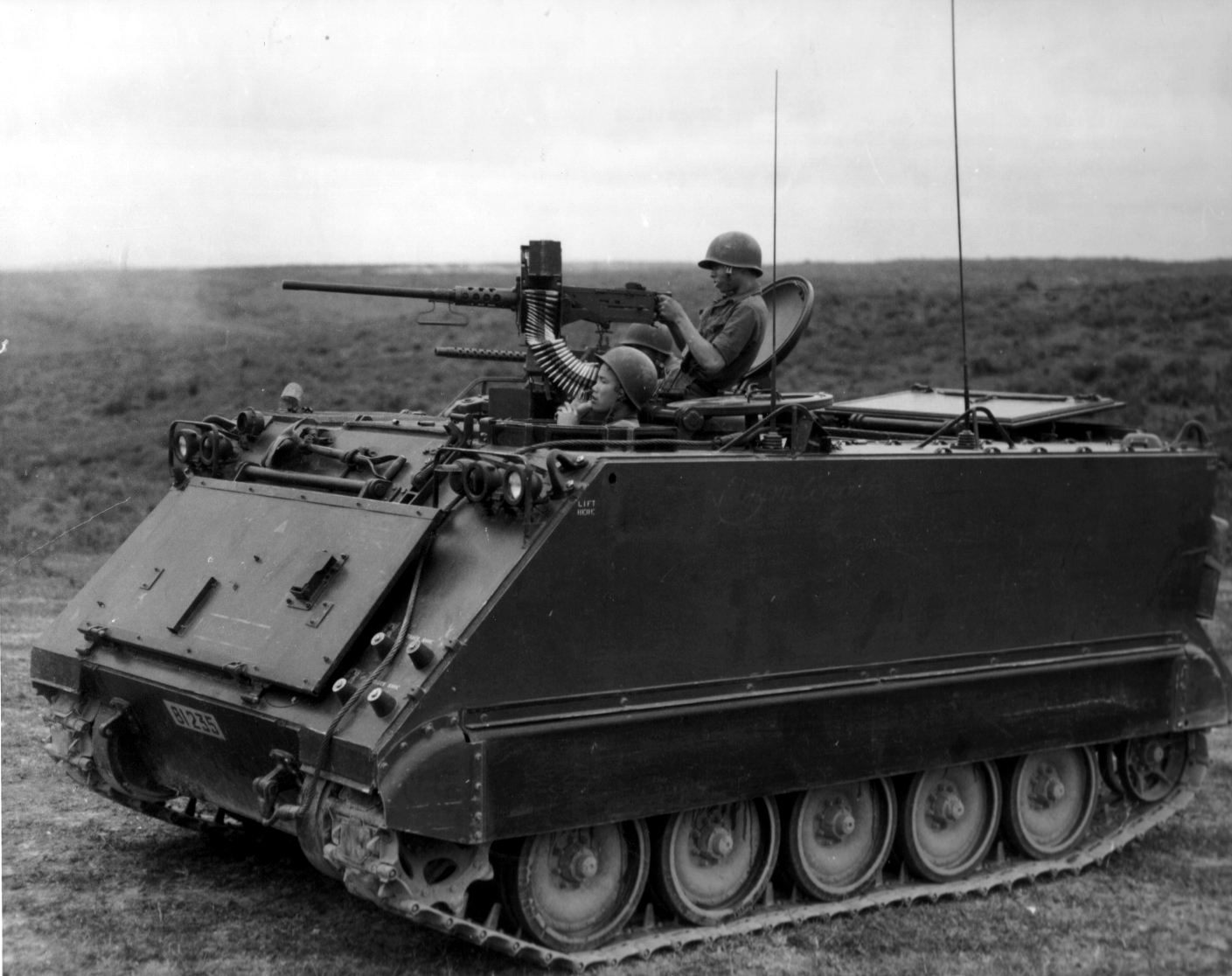
Un primigeni M113 sense modificar del ERVN durant la guerra del Vietnam

Encara que la premsa i la televisió nord-americanes han descrit la Guerra del Vietnam principalment com un conflicte entre els Estats Units i Vietnam del Nord, l'ERVN va lluitar en la major part dels combats abans i després de la participació nord-americana a gran escala, participant en diverses operacions importants al costat de soldats nord-americans. Els soldats de l'ERVN van ser pioners en l'ús del transport blindat de personal M113 com un vehicle de combat d'infanteria, lluitant des del seu interior, en lloc d'utilitzar-lo com el "taxi de batalla" pel que havia estat originalment dissenyat, amb la cavalleria blindada nord-americana adoptant modificacions basades en l'experiència de l'ERVN. Una notable unitat de l'ERVN equipada amb M113, el 3r Esquadró de Cavalleria Blindada, va fer servir la nova tàctica tan eficaçment i amb tal heroisme davant l'enemic, que van obtenir la Citació Presidencial d'Unitat. L'ERVN va tenir 254 256 morts registrats entre 1960 i 1974, amb el nombre més alt de morts registrats el 1972 (39 587), mentre que aproximadament 58 000 soldats nord-americans van morir durant la guerra. També es van donar molts casos en els quals les famílies vietnamites tenien membres lluitant en tots dos bàndols del conflicte.

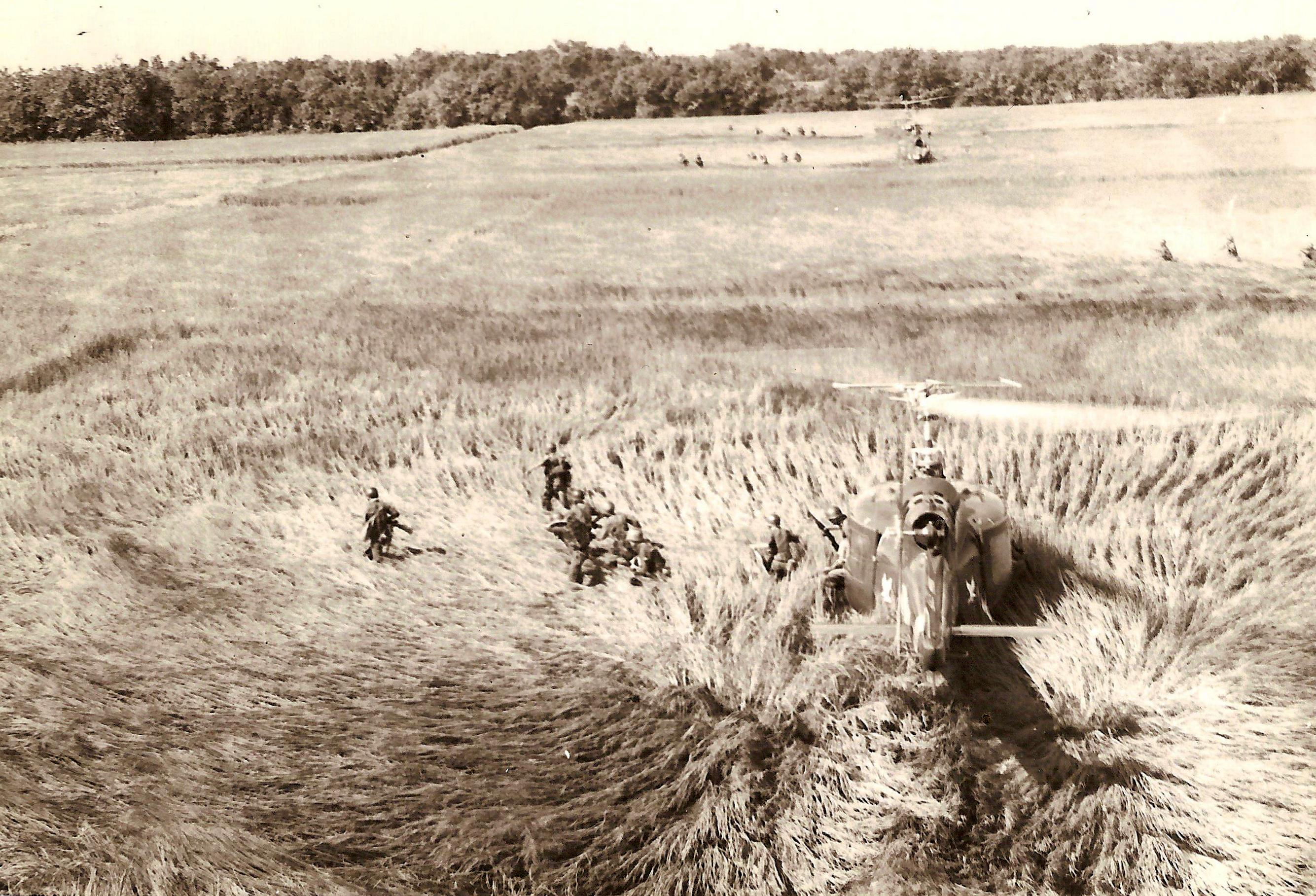
Soldats sud-vietnamites baixant d'un helicòpter, 1965
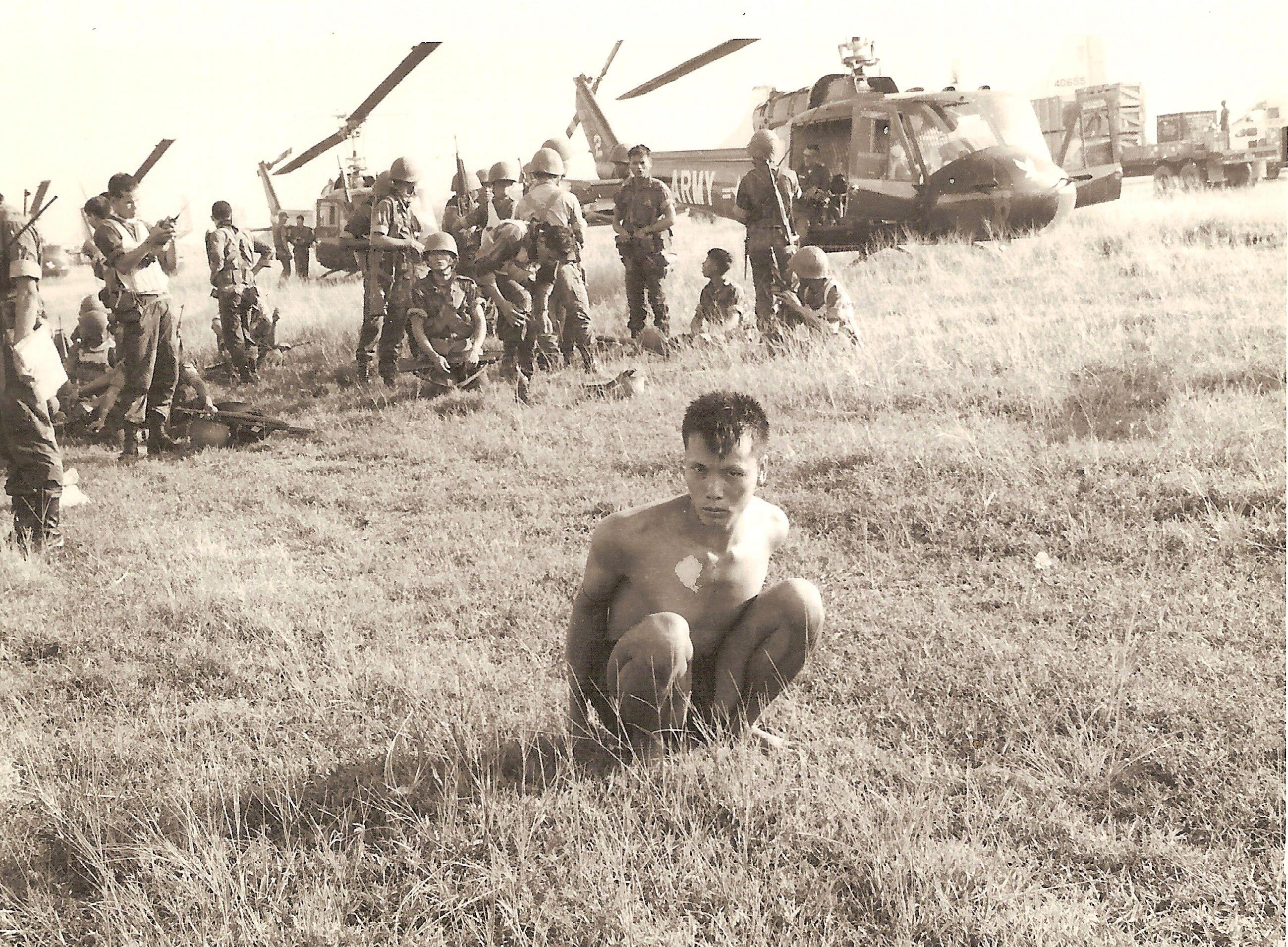
Soldats sud-vietnamites amb un sospitós de ser membre del FNLV, 1965
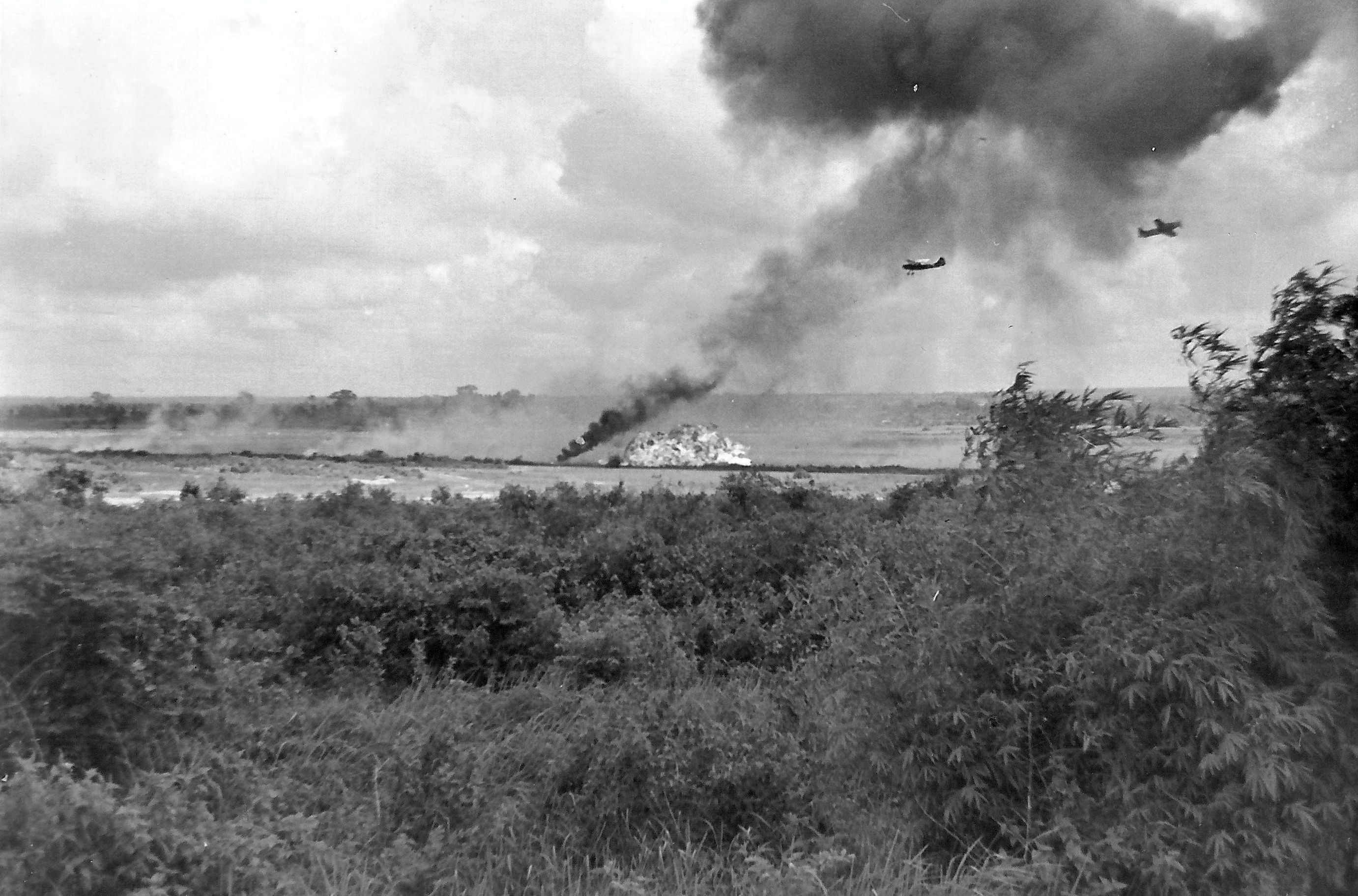
Bombardeig aeri de l'ERVN, 1965. Un Douglas A-1 Skyraider, A1E, llança napalm sobre un blanc albirat por un Cessna O-1 Bird Dog

### Campanyes finals
A partir de 1969, el president Richard Nixon va començar el procés de "vietnamització" en retirar les forces nord-americanes, deixant a l'ERVN capacitat per lluitar una guerra eficaç contra l'Exèrcit Popular del Vietnam del Nord (EPV, anomenat també Exèrcit norvietnamita o ENV) i el seu aliat, el Front Nacional d'Alliberament del Vietnam (FNLV o Viet Cong). Lentament, l'ERVN va començar a depassar el seu paper de contrainsurgència, passant a ser la principal força de defensa terrestre contra el EPV i el FNLV. Des de 1969 fins a 1971, van morir anualment en combat 22 000 soldats de l'ERVN. A partir de 1968, Vietnam del Sud va començar a reclutar qualsevol home disponible per a l'ERVN, aconseguint una força d'1 000 000 de soldats el 1972. Al 1970 van combatre amb eficàcia a la Campanya de Cambodja, duent a terme el triple d'operacions que durant la participació nord-americana. No obstant això, l'equip de l'ERVN seguia sent de baixa qualitat respecte al dels seus aliats nord-americans i sud-coreans, malgrat que els Estats Units van tractar d'actualitzar la tecnologia de l'ERVN. No obstant això, el cos d'oficials seguia sent el major problema. Amb freqüència els seus líders estaven mal entrenats, eren corruptes, ineptes i sense esperit combatiu.
Forçat a dur el pes de les operacions, l'ERVN va millorar força les seves prestacions, tot i que seguien rebent el suport aeri nord-americà.
El 1972, el General Võ Nguyên Giáp va llançar l'Ofensiva de Pasqua, un atac massiu contra Vietnam del Sud des de la ZDV. L'atac va combinar assalts d'infanteria "en onada", artilleria i el primer ús a gran escala de forces blindades pel EPV. Malgrat que els tancs T-54 van demostrar ser vulnerables davant els llançacohets M72 LAW, l'ERVN va tenir grans baixes. Les forces de l'EPV i el FNLV van capturar la Província de Quảng Trị i algunes zones al llarg de les fronteres amb Laos i Cambodja.

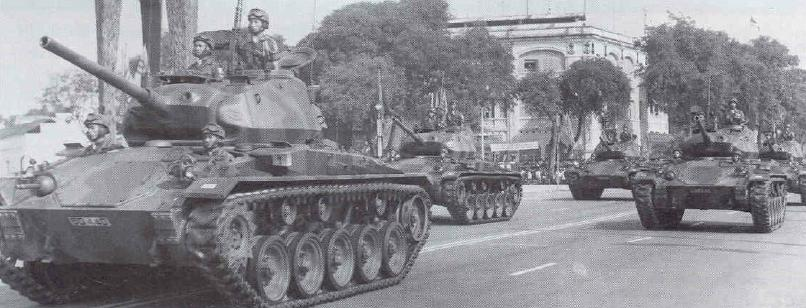
El M24 Chaffee va ser utilitzat pel ERVN

El President Richard Nixon va despatxar més bombarders en l'Operació Linebacker per oferir suport aeri a l'ERVN, quan semblava que Vietnam del Sud estava a punt de caure. En la seva desesperació, el President Nguyễn Văn Thiệo va dimitir a l'incompetent General Hoàng Xuân Lãm i el va reemplaçar pel General Ngô Quang Trưởng. Aquest últim va donar l'ordre que tots els desertors fossin executats i va reunir les forces suficients per evitar que l'EPV capturés Huế. Finalment, amb un considerable suport naval i aeri nord-americà, així com la tenaç lluita dels soldats de l'ERVN, l'Ofensiva de Pasqua va ser aturada. Les forces de l'ERVN van contraatacar i van aconseguir expulsar del Vietnam del Sud una part de l'EPV, encara que aquest va mantenir el control del nord de la província de Quảng Trị prop de la ZDV.
A finals de 1972, l'Operació Linebacker II va ajudar a aconseguir un final negociat a la guerra entre els Estats Units i Vietnam del Nord. Al 1974 els Estats Units havien retirat per complet les seves tropes del Vietnam. L'ERVN es va quedar lluitant pel seu compte, però amb totes les armes i tecnologies que els seus aliats havien abandonat. Amb un massiu suport tecnològic, amb prou feines tenien quatre vegades la quantitat d'armes pesants dels seus enemics. Els Estats Units van deixar a l'ERVN milers d'avions, tot i que els bombarders estratègics B-52 van ser retirats als Estats Units, fent que la Força Aèria sud-vietnamita fos la quarta força aèria més gran del món. No obstant això, aquestes xifres són enganyoses, ja que els Estats Units van començar a reduir l'ajuda militar. La mateixa situació li va ocórrer a Vietnam del Nord, ja que els seus aliats, la Unió Soviètica i la Xina, també van reduir el seu suport militar, obligant-los a fer servir obsolets tancs T-34 i caçatancs SU-100 en batalla.
L'estiu de 1974, Nixon va haver de renunciar al càrrec sota la pressió de l'Escàndol Watergate i va ser succeït per Gerald Ford. Amb la guerra tornant-se cada vegada menys popular als Estats Units, combinat amb una severa recessió econòmica i un dèficit pressupostari creixent, el Congrés va reduir el finançament al Vietnam del Sud per al següent any fiscal de 1.000 milions a 700 milions de dòlars. Els historiadors han atribuït la caiguda de Saigon el 1975 al cessament de l'ajuda nord-americana, juntament amb el creixent descontentament del poble sud-vietnamita, i la flagrant corrupció i incompetència dels líders polítics del Vietnam del Sud i l'Alt Comandament de l'ERVN.
Sense els fons necessaris i amb les tropes i els civils sud-vietnamites desmoralitzats, es feia cada vegada més difícil per a l'ERVN aconseguir una victòria contra el FNLV. A més, el cessament de l'ajuda estatunidenca va animar al Vietnam del Nord a iniciar una nova ofensiva militar contra Vietnam del Sud. Aquesta decisió es va veure reforçada quan el nou govern nord-americà es va deslligar de la promesa de "severes represàlies" feta per Nixon a Thiệo en cas que Hanoi infringís els Acords de pau de París de 1973.
La caiguda de Huế davant les forces del FNLV el 26 de març, va iniciar una retirada organitzada de l'ERVN, que va culminar en la completa desintegració del govern sud-vietnamita. Les forces de l'ERVN en retirada van trobar els camins plens de refugiats que feien gairebé impossible el moviment de tropes. Les forces nord-vietnamites van aprofitar la creixent inestabilitat i amb els equips abandonats pel ERVN en retirada, van llançar grans atacs en tots els fronts. Amb el ja inevitable col·lapse, molts generals de l'ERVN van abandonar els seus soldats, produint-se desercions en massa. Segons un reporter, el President Nguyễn Văn Thiệo va fugir amb grans quantitats de diners i l'ajuda de la CIA. A excepció de la 18a Divisió, que va lluitar en una batalla a Xuân Lộc i els perímetres al voltant de Saigon, tota la resistència de l'ERVN va cessar. Menys d'un mes després de la caiguda de Huế, va caure Saigon i Vietnam del Sud va cessar la seva existència com a entitat política. La sobtada i completa destrucció de l'ERVN va impactar al món. Fins i tot els seus oponents estaven sorpresos per la rapidesa amb què Vietnam del Sud es va esfondrar.
Els Estats Units havien armat a l'ERVN amb 793 994 carabines M1, 220 300 fusells M1 Garand i 520 fusells M1C/M1D, 640 000 fusells M16, 34.000 escopetes llançagranades M79, 40 000 equips de ràdio, 20 000 camions de 1/4 de tona, 214 tancs lleugers M41 Walker Bulldog, 77 vehícles de comandament M577 (versió de comandament del M113), 930 transports blindats de personal M113, 120 automòbils blindats V-100 i 190 tancs M48 Patton; no obstant això, un esforç nord-americà d'últim moment va aconseguir transferir al novembre de 1972 59 tancs M48A3, 100 M113A1 i més de 500 avions al Vietnam del Sud. Malgrat aquestes grans xifres, els soldats sud-vietnamites no estaven tan ben equipats com els soldats nord-americans als quals reemplaçarien. L'ofensiva de 1972 solament va ser repel·lida amb una campanya nord-americana de bombardeig massiu contra Vietnam del Nord. La FAVS tenia 200 caces (entre Douglas A-1 Skyraider, Cessna A-37 Dragonfly i F-5 Freedom Fighter), 30 avions de suport Douglas AC-47 Spooky i 600 avions de transport, entrenament i reconeixement, així com 500 helicòpters. Però als seus caces lleugers els faltaven la força dels bombarders tàctics i els caces, com el B-52 i el F-4 Phantom. Molts avions van ser abatuts pels míssils terra-aire i les bateries antiaèries d'origen soviètic de l'EPV.
L'Esmena Case-Church va anul·lar efectivament els Acords de pau de París, per la qual cosa els Estats Units van haver de cessar dràsticament l'ajuda al Vietnam del Sud el 1974, tot just uns mesos abans de l'ofensiva final nord-vietnamita, permetent al Vietnam del Nord envair Vietnam del Sud sense temor d'una resposta militar nord-americana. En conseqüència, solament es van enviar al Vietnam del Sud petites quantitats de combustible i municions. Els vehicles terrestres i aeronaus sud-vietnamites es trobaven immobilitzats per l'escassetat de peces de recanvi. Els soldats entraven en batalla sense bateries per a les seves ràdios i els metges no tenien medicaments ni materials bàsics. Durant els últims mesos de la guerra, als soldats i artillers sud-vietnamites se'ls lliurava diàriament tres cartutxos i tres projectils per als seus fusells i canons. Sense suficient equipament ni municions, la situació de les forces de l'ERVN es va tornar caòtica, i van ser delmades pel ben equipat EPV, que ja no havia de preocupar-se pels bombardejos nord-americans.
Els anys de postguerra no van ser fàcils per a alguns soldats de l'ERVN. Molts d'ells van ser enviats a "camps de reeducació" especials, que consistien en treball forçat i adoctrinament polític. Els nord-americans i sud-vietnamites havien instal·lat grans camps de mines durant la guerra, els quals van ser netejats per exsoldats de l'ERVN. Milers van morir per malalties i gana, sent enterrats en tombes sense marca. El cementiri militar sud-vietnamita de Biên Hòa va ser profanat i abandonat, i a prop es va obrir una fossa comuna per a soldats de l'ERVN. A inicis de la dècada de 2000, l'associació "The Returning Casualty" va tractar d'excavar i identificar les restes humanes d'algunes tombes dels camps de reeducació per poder enterrar-les en cementiris. El reporter Morley Safer, que va tornar al Vietnam el 1989 i va veure la pobresa d'un exsoldat, va descriure l'ERVN com «aquest retorçat exèrcit que va ser maleït pels vencedors, abandonat pels seus aliats i realment escalabrat contínuament pels seus comandants».

## Una força eminentment terrestre

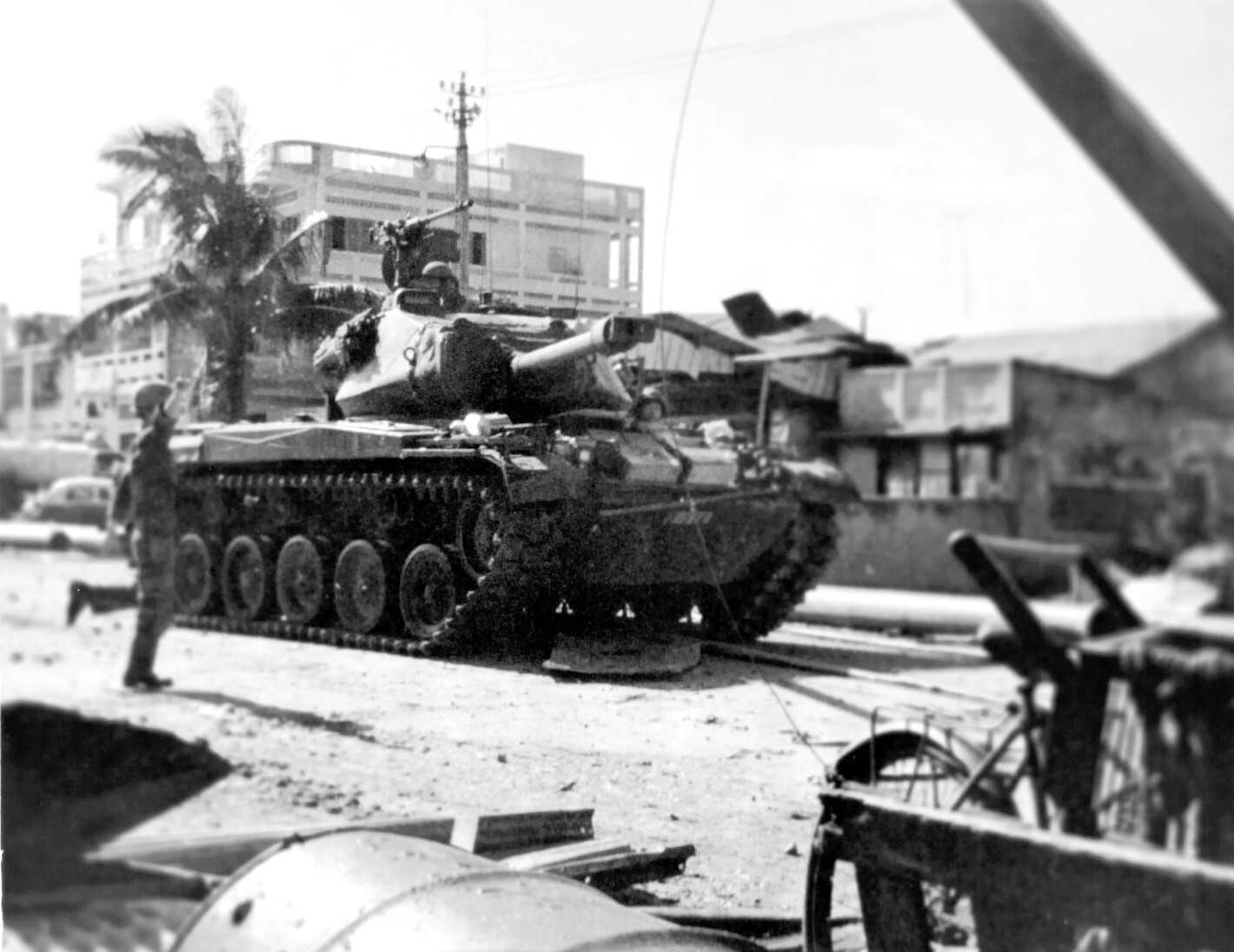
Tancs M41 de l'ERVN

Encara que comptaven amb marina de guerra, especialment fluvial, i aviació, l'ERVN estava constituït principalment per tropes d'infanteria, amb molt pocs pilots de caça i d'helicòpters. Encara que els nord-americans van fer esforços per preparar a personal de manteniment, les aeronaus del Sud mai van arribar a rebre suficients revisions i reparacions.
Tampoc l'artilleria resultava notòria en una guerra com la del Vietnam, on la potència de foc es va postular com una de les bases per a la victòria. El Sud comptava amb molt pocs controladors de tir que sabessin parlar anglès i no gaire artillers.
Els pilots abundaven una mica més, especialment d'helicòpters; però quan van faltar els nord-americans no van poder garantir el domini del cel, malgrat la destrucció gairebé total que havia sofert la força aèria nord-vietnamita en els bombardejos del Nadal de 1972. Així mateix tenien una gran dependència dels subministraments nord-americans, i quan aquests van faltar, bona part de la flota aèria va haver de quedar-se en els hangars, especialment durant l'Ofensiva de Primavera, molts dels seus avions no van poder volar per falta de combustible, precisament quan resultaven més necessaris.

## Un desastre d'exèrcit
Encara que van poder presentar resistència en diverses batalles, com la invasió de Cambodja o l'Ofensiva de Pasqua, l'exèrcit del Vietnam del Sud es caracteritzava pel seu alt grau de corrupció. Així, els oficials robaven gairebé tot el que podien per vendre-ho al mercat negre, inclòs els mitjans més bàsics per salvar la vida dels seus homes. Un exemple es va produir durant l'Ofensiva del Tet, quan un membre de la Missió Espanyola va fer servir diverses borses de plasma per salvar la vida d'un soldat del sud; fet que va produir l'empipament de l'oficial metge que preferia perdre als seus soldats dessagnats que els beneficis que li reportava el contraban de plasma. Aquesta corrupció arruïnava en molts casos la poca solidaritat i ajuda mútua entre unitats (arribant a l'extrem de veure una companyia com atacaven a companys seus a escassos centenars de metres i no fer absolutament res per ajudar-los).
Algunes unitats eren bones, com els Ranger o la 1ª Brigada d'Infanteria de Marina, però en general la moral militar i l'eficàcia en combat resultaven escasses, i el nombre d'enfrontaments amb l'enemic era molt inferior al que aconseguien les forces nord-americanes o coreanes; per tot això, derrotes com la invasió de Laos no van resultar cap sorpresa.
El 1975 va ser finalment derrotat pel seu vell adversari, l'EVN, i dissolt després de la reunificació del país.

## Equipament (1955-1975)

### Infanteria
- M1911A1 - Pistola semiautomàtica
- Ithaca 37 - Escopeta de corredissa
- M16A1 - Fusell d'assalt
- M14 - Fusell de batalla
- Garand M1/M1C/M1D - Fusell semiautomàtic/Fusell de franctirador
- Springfield M1903 - Fusell de forrellat/Fusell de franctirador (equipat amb mira telescòpica)
- XM-177I2 (CAR-15) - Carabina
- M1/M1A1/M2 - Carabina semiautomàtica/automàtica
- Thompson M1928A1 - Subfusell
- M3/M3A1(Grease Gun) - Subfusell
- M1918A2 BAR - Fusell automàtic/metralladora lleugera
- M1919A4 Browning - Metralladora mitjana
- M60 - Metralladora de propòsit general
- M2HB Browning - Metralladora pesada/estacionària
- M1917A1 Browning - Metralladora pesada
- M79 - Escopeta llançagranades
- M72 LAW - Llançacohets antitanc portàtil
- BGM-71 TOW - Míssil antitanc guiat per cable
- Canó sense retrocés M40/M67 - Canons sense retrocés
- M1/M29 81 mm i M2 60 mm - Morters

### Artilleria
- M101A1/M2A1 105 mm - Obús
- M114 155 mm - Obús
- M116 75 mm - Obús de muntanya
- M107 175 mm - Canó autopropulsat

### Vehicles
- Tipus 73 i Kaiser Jeep M715/24/25/26 - Camions lleugers
- M35A1/A2 - Camió mitjà
- M-151A1/Willys M606/M38A1 - Jeeps multipropòsit
- M113A1/A2/ACAV - Transport blindat de personal
- Cadillac Gage Commando V-100 - Automòbil blindat amfibi
- M2 Half Track Car - Semioruga blindat de transport de personal
- M8 Greyhound - Automòbil blindat
- M3 Scout Car - Automòbil blindat
- T17I1 Armored Car - Automòbil blindat

### Tancs
- M48A1 Patton - Tanc mitjà
- M5A1 Stuart - Tanc lleuger
- M24 Chaffee - Tanc lleuger
- M41 Walker Bulldog - Tanc lleuger

### Equip antiaeri
- M45 Quadmount - Sistema antiaeri amb quatre metralladores Browning M2
- ZSU-57-2 - canó antiaeri autopropulsat (alguns capturats al bàndol comunista)
- Hispano-Suïssa HS.404 (TCM-20) - Canó automàtic doble
- Bofors 40 mm - Canó antiaeri

### Equipament d'infanteria
- Cascos M1 i mines terrestres
- Equips de ràdio i radars mòbils
- Equips de comunicació per a les tropes
- Granades, granades de fum i màscares antigàs
- Equips de camuflatge i binoculars
- Bombes, bombes de raïm, llançacohets, míssils, metralladores rotatives i canons automàtics (equipats en els avions i helicòpters)